# Förstaslagsförmåga
Förstaslagsförmåga betecknar i krigsvetenskap den kraft som en stridande part kan sätta in med sin oförstörda militära styrka. I synnerhet beträffande kärnvapenkrig innebär en hög förstaslagsförmåga att den part som angriper först, genom sitt första angrepp kan tillintetgöra sin fiendes förmåga att slå tillbaka. Inom spelteori innebär förekomsten av en hög förstaslagsförmåga ett instabilt tillstånd, eftersom det är mycket lockande för en sådan part att angripa först och därmed dra full fördel av sitt övertag.
Ett "första slag" kan inträffa när ett land tror att de har tillräckligt med kärnvapen för att överväldiga sin fiende och på så vis uppnå seger. Ett "förebyggande angrepp" (engelska: pre-emptive strike) är något en nation gör när de förväntar sig att en fiende förbereder ett första slag eller att ett är nära förestående.